# Calidad de emisión

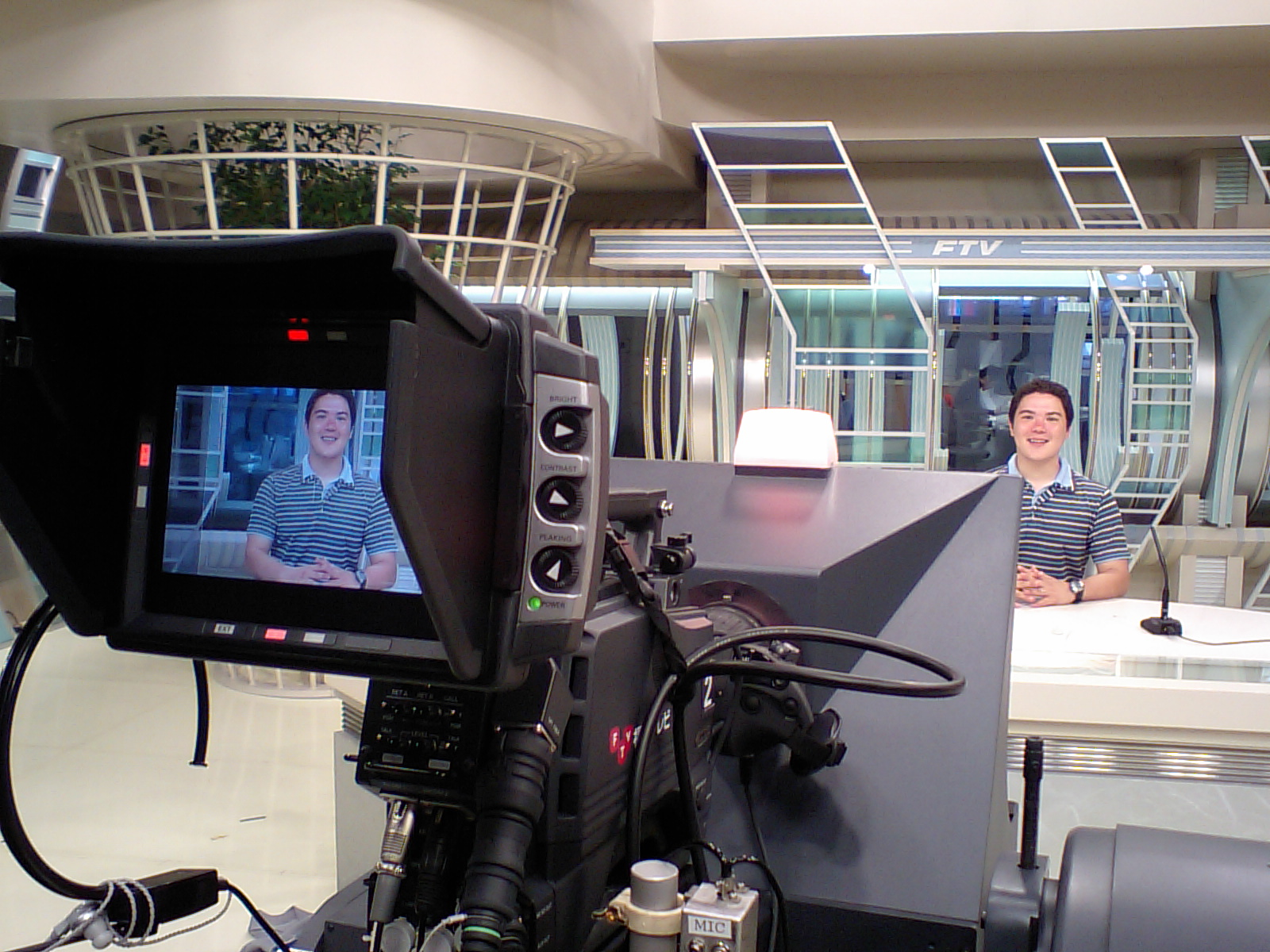
Grabación con calidad de emisión en Fukushima TV, 2007. La calidad de emisión se obtiene combinando varios parámetros detallados por la ITU.

La calidad de emisión, conocida también por calidad broadcast, es el conjunto de características que debe cumplir una señal para emitir programas de televisión o radio. También es conocida en ocasiones como norma y depende de varios factores. Los más determinantes son la cantidad de cuadros emitidos por segundo, si son entrelazados o progresivos y la cantidad de líneas horizontales que los componen.
La calidad de emisión dista mucho de ser algo inalterable, ha ido aumentando gracias a las mejoras técnicas y seguirá mejorando con nuevos formatos y posibilidades de difusión por Internet.

## Parámetros de televisión
Morales Morante (2014) fija en tres los parámetros para definir la calidad de emisión o, si se quiere, la norma para generar una señal de televisión con calidad suficiente:
- La frecuencia de repetición: el sistema británico registraba 25 cuadros por segundo en la década de 1930. Unos años después el estándar NTSC utilizó treinta. Finalmente el PAL alemán también se decantó por 25.[n. 1] Por su parte el cine reproduce a 24 fotogramas por segundo, pero Carrasco (2010) señala que la televisión estaba supeditada a la frecuencia eléctrica y la repetición de los cuadros debía ser en múltiplos de cinco.
- El cadencia o barrido de la señal: puede ser progresivo, cuando el cuadro se va componiendo verticalmente primero la mitad superior y después la inferior, y entrelazado, donde primero se componen las líneas impares y después las pares. El sistema entrelazado, de menor calidad, está siendo abandonado con la entrada de las cámaras digitales.
- La resolución: hasta la llegada de la informática todos los sistemas tenían la misma o casi la misma cantidad de líneas verticales, por lo que se solía dar solo el dato de líneas visibles horizontales. La variedad de formatos ha sido y es muy grande, pero Carrasco (2010, p. 33 y siguientes) sostiene que se reducen a dos. En el caso del sistema estadounidense (NTSC) analógico su resolución era de 525 líneas y para el alemán (PAL) de 575.[n. 2] Para el caso de las emisiones en digital los valores respectivos son 720 y 1080. Pero gracias a la capacidad de los procesadores ya es posible variar el ancho de la imagen, por lo que los valores para la televisión digital quedan en 1280 líneas verticales por 720 horizontales, caso del estándar americano (HD Ready), y 1920 x 1080 para el europeo (HD Full).Carrasco (2007, p. 33) refiriéndose a la televisión digital une la repetición a la cadencia y añade dos parámetros más, informando que dichos parámetros son los acordados por la Unión Internacional de Telecomunicaciones:
- Muestreo: se refiere a la compresión realizada a la señal para ahorrar información y, por tanto, ancho de banda. Esta se representa para tres parámetros que son la luz el primero y los dos siguientes para el color. El cine no comprime la señal y su muestreo se denomina 4:4:4; en cambio la televisión si lo hace con el color presentan un muestreo 4:2:2.[n. 3]
- La profundidad de color: es la cantidad de matices capaces de ser emitidos. Con la televisión y también el cine digital este parámetro se calcula en bits por color. La televisión tiene 8 para el verde, 8 para el azul y 8 el rojo, 24 en total.[1] Por su parte el cine la supera al emplear 12 para cada uno.[2]

Quedarían otros parámetros más relacionados con la señal en sí, como la banda donde se emite o la frecuencia asignada. Según Pérez Vega y Zamanillo Sainz de la Maza (2003) las dos bandas más utilizadas han sido la VHF y la UHF, predominando esta última por su mayor ancho. Pero estos aspectos son más políticos que técnicos.Carrasco (2010) informa que el espectro radioléctrico  es un espacio limitado, por tanto suelen ser los estados quienes lo administran para que las distintas señales de televisión no interfieran con otros dispositivos como radares o telefonía móvil.

## Evolución para la televisión
Pérez Vega y Zamanillo Sainz de la Maza (2003, p. 34 y siguientes) comienza a describir la evolución en la calidad de emisión desde 1936:
- Una de las más longevas fue la de 405 líneas de definición a 25 cuadros por segundo. Se utilizó en Reino Unido desde febrero de 1937 hasta 1980.
- Japón y la mayoría de las naciones americanas, con excepción de Argentina y Brasil, disfrutaban de 525 líneas a 30 cuadros por segundo desde 1941, fecha en la que comenzó a funcionar el NTSC.
- En 1963 apareció el sistema PAL que poseía más cantidad de líneas, 575, pero menos frecuencia de refresco, 25 cuadros por segundo frente a los treinta del sistema estadounidense. Desde la década de 1980 se hicieron pruebas para doblar estos valores y llegar a la televisión de alta definición analógica, pero los intentos fueron abandonados por el gran ancho de banda que una señal así consumiría.[n. 6]
- Hacia el año 2000 comenzó a difundirse el sistema estadounidense de alta definición digital, el HD Ready, con 720 líneas y 25 o 30 cuadros por segundo progresivos.
- A mediados de la primera década del siglo XXI en Europa se lanzó el HD full con 1080 líneas de definición y 25 cuadros por segundo, pero entrelazados y no progresivos. Según Carrasco (2010) la tendencia en el siglo XXI es a que todos los barridos sean progresivos.

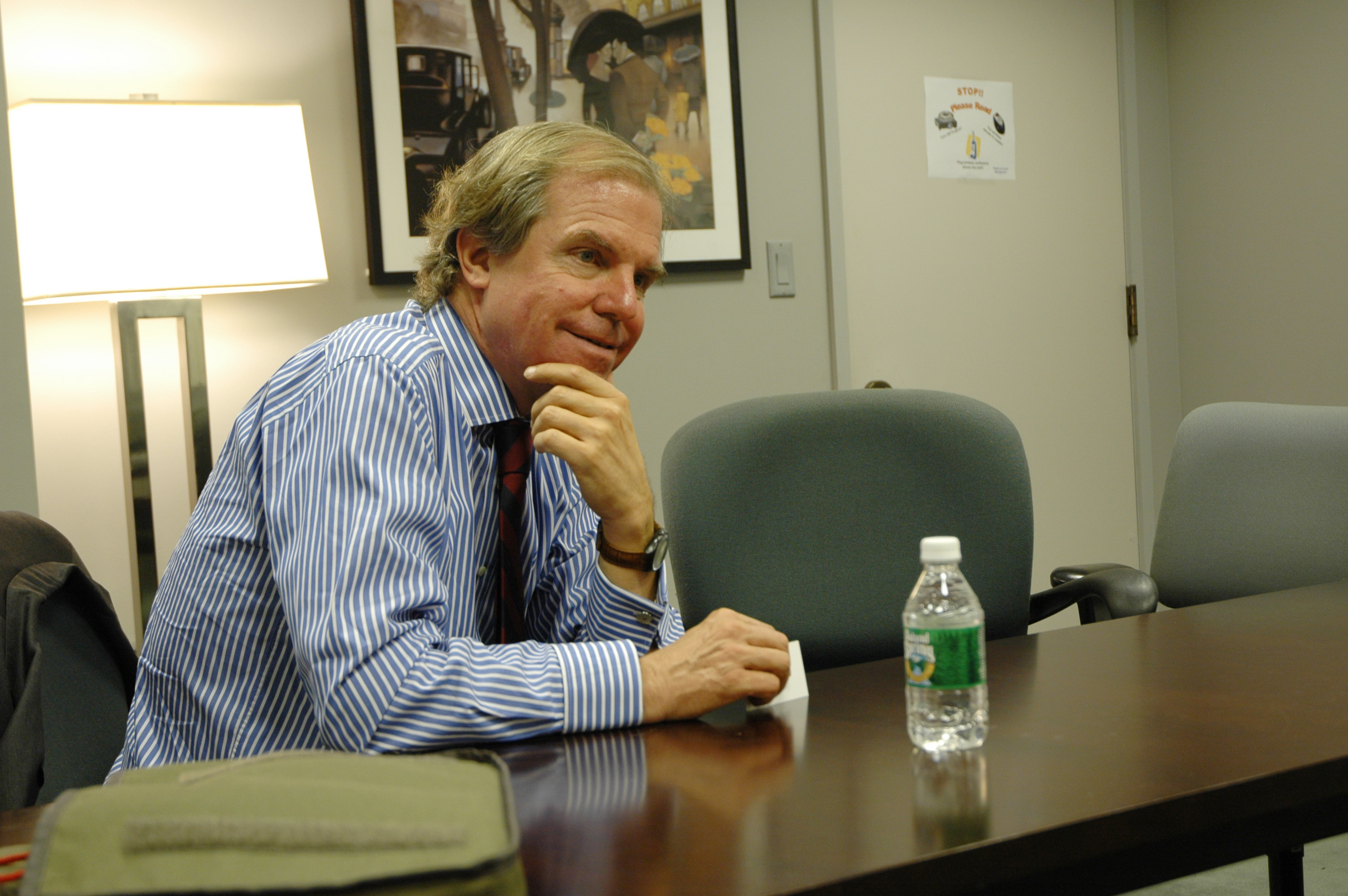
Nicholas Negroponte, defensor del escaso futuro para la señal de televisión por ondas hertzianas.

Para Carrasco (2010) y otros autores los siguientes pasos serán alcanzar la calidad del cine, la resolución 4k. Pero el antiguo mundo del celuloide evolucionó también con el cambio de siglo hacia la resolución 8k, por tanto el autor prevé una evolución de la calidad televisiva hacia esa nueva resolución, conocida como UHD por Ultra Hight Definition por sus siglas en inglés. Técnicamente dicha evolución será posible gracias a la potencia de procesamiento en los equipos profesionales y domésticos; pero el académico también afirma que los intereses comerciales harán muy difícil una misma y deseable norma que unifique tanto el cine como la televisión. 
Nicholas Negroponte (1995) discrepa respecto al futuro de la televisión como tal. El directivo del MIT afirma que la señal de televisión no tendrá mucha trayectoria, ya que la tendencia será utilizar Internet y computadoras, con la apariencia que sea, pero no ya un electrodoméstico dedicado a recibir una señal por ondas. Reconoce que las mejoras en la calidad han aplazado el final de la televisión; pero, gracias al aumento considerable del ancho de banda conseguido con la fibra óptica, el futuro será la señal desde Internet, especialmente cuando algunas empresas comenzaron a ofrecer contenidos a los hogares en 4K.